# خرارد پلسرس
خرارد پلسرس (هلندی: Gerard Plessers؛ زادهٔ ۳۰ مارس ۱۹۵۹) بازیکن فوتبال اهل بلژیک بود.
از باشگاه‌هایی که در آن بازی کرده‌است می‌توان به باشگاه فوتبال خنک، باشگاه فوتبال استاندارد لیژ، باشگاه فوتبال کورتریک، و باشگاه فوتبال هامبورگ اشاره کرد.
وی همچنین در تیم ملی فوتبال بلژیک بازی کرده‌است.